# Luisa Knippert
Luisa Knippert (* 29. August 1998 in Herdecke, Deutschland) ist eine ehemalige deutsche Handballspielerin, die für den deutschen Bundesligisten VfL Oldenburg auflief.

## Karriere

### Im Verein
Knippert begann das Handballspielen im Alter von vier oder fünf Jahren beim Lüttringhauser TV. Ihre nächsten Stationen waren die JSG Wuppertal, die HSG Bergische Panther und der Niederbergischer HC. Daraufhin schloss sich die Rückraumspielerin Bayer Leverkusen an. Mit der Leverkusener A-Jugend gewann sie im Jahr 2015 die deutsche Meisterschaft. Im Finale gegen die HSG Blomberg-Lippe verwandelte sie den entscheidenden Siebenmeter. In den beiden darauffolgenden Spielzeiten wurde sie jeweils deutsche A-Jugendvizemeisterin. In Leverkusen lief sie zusätzlich für die 2. Damenmannschaft in der 3. Liga auf.
Luisa Knippert schloss sich im Sommer 2017 dem Zweitligisten TV Beyeröhde, dem Kooperationspartner von Bayer Leverkusen, an. In drei Zweitligaspielzeiten erzielte sie insgesamt 188 Treffer für Beyeröhde. Seit dem Sommer 2020 steht Knippert beim Bundesligisten VfL Oldenburg unter Vertrag. Beim Saisonauftakt 2020/21 bestritt sie gegen den TuS Metzingen ihr Bundesligadebüt. Im Bundesligaspiel der Saison 2022/23 gegen die Borussia Dortmund riss Knippert sich das Kreuzband. Nach der Saison 2024/25 beendete sie ihre Karriere.

### In Auswahlmannschaften
Knippert gehörte der Landesauswahl des  Handballverbands Niederrhein an. Mit dieser Auswahl belegte sie den vierten Platz beim DHB-Länderpokal 2014. Im Jahr 2013 wurde sie erstmals zu einem Lehrgang der Jugendnationalmannschaft berufen. Bei Lehrgängen der Juniorinnennationalmannschaft wurde sie oftmals als Reservespielerin nominiert.